# Кузовлево (Московская область)
Кузовлево — село в городском округе Домодедово Московской области России.

## География
Находится в южной части Московской области, на берегах реки Речицы — притока реки Северки, при автодороге 46Н-01560,  на расстоянии приблизительно 26 км на юго-восток по прямой от железнодорожной станции Домодедово.

Церковь Рождества Пресвятой Богородицы в Кузовлёво

## История
Упоминается с 1578 года как село, в котором был деревянный храм Космы и Дамиана. Ныне в селе церковь Рождества Богородицы (1734 года постройки).

## Население
| 2002 | 2010 |
| ---- | ---- |
| 37   | ↘27  |

Постоянное население составляло 37 человек в 2002 году (русские 100 %), 27 в 2010.

## Инфраструктура
Личное подсобное хозяйство с зоной сельскохозяйственного использования, индивидуальная застройка усадебного типа.
Основа экономики — сельское хозяйство.

## Транспорт
Деревня доступна автотранспортом. Остановка общественного транспорта «Кузовлёво». 